# 榎本幹朗
榎本 幹朗（えのもと みきろう、1974年5月3日 - ）は日本の作家、音楽配信の専門家。
Musicman NETで、2012年より長編ドキュメンタリー小説『未来は音楽を連れてくる』を連載・刊行。Spotify、Pandora Radioをドキュメンタリーとインフォグラフィックの技法を使って詳細に描き、日本の音楽シーンに新しいビジネスモデル、アクセスモデルを紹介することになった。
音楽の産業史に精通し、ラジオの登場でアメリカのレコード産業売上が25分の1になった歴史とインターネット登場時の類似点や、ソニーが世界の音楽産業に与えた歴史的影響を紹介し、反響を得た。音楽配信、音楽メディア、オーディオの各社を顧客に持つコンサルタントとしても活動している。

## 経歴
東京都港区生まれ。栄光学園高校、上智大学英文科出身。在学中から映像、音楽、ウェブ制作の仕事を始める。
2000年、スペースシャワーネットワークの子会社ビートリップに入社し、放送とウェブにライブ配信する音楽番組の編成・制作ディレクターに。ストリーミングの専門家となる。
2003年、ぴあに入社。同社モバイル・メディア事業の運営を経て現在は独立。
2017年まで京都精華大学非常勤講師。内閣府知的財産戦略本部の音楽産業の国際展開に関するタスクフォース第三回「ネット配信への対応、海外展開に向けた具体的な対応策」(2014年3月24日)のヒアリングを担当。
東京都、自由が丘在住。

## 書籍
- 『音楽が未来を連れてくる 時代を創った音楽ビジネス百年の革新者たち』DU BOOKS、2021年　ISBN 978-4-86647-134-1
- 『THE NEXT BIG THING スティーブ・ジョブズと日本の環太平洋創作戦記』DU BOOKS、2022年　ISBN 978-4-86647-176-1